# ヨハン・バプチスト・フォン・スピックス
ヨハン・バプチスト・リッター・フォン・スピックス（独:Johann Baptist Ritter von Spix、1781年2月9日 - 1826年3月14日）は、ドイツ人の博物学者である。

## 歴史
バプチストは神聖ローマ帝国のミッテルフランケン、ヘーヒシュタット・アン・デア・アイシュに1781年2月9日、11人兄弟の7人目として誕生した。彼の生家は現在スピックス美術館となっており、この美術館は2004年から一般公開されている。1810年に彼は博物学的認識史に関する本を出版した後に、バイエルン科学アカデミーに加盟した。1817年にポルトガル・ブラジル及びアルガルヴェ連合王国の現ブラジル地域にカール・フリードリヒ・フィリップ・フォン・マルティウスと共に旅行し、1820年に6500種の植物、2700種の昆虫、85種の哺乳類、350種の鳥類、150種の両生類、116種の魚類を持ち帰った。これらは現在ミュンヘンにあるミュンヘン動物学収集博物館の所蔵品の元となっている。そして彼がアオコンゴウインコを発見し、英名のSpix's Macawにその名を残している。また、彼の名を取った物としてリッター・フォン・スピックス・メダルが存在する。

## 業績
彼の死後に出版された物も含む。
- Geschichte und Beurtheilung aller Systeme in der Zoologie nach ihrer Entwicklungsfolge von Aristoteles bis auf die gegenwärtige Zeit. 1811 - Nürnberg, Schrag'sche Buchhandlung I-XIV; 710pp.
- Reise in Brasilien in den Jahren 1817 bis 1820 （1823年-1831年、ミュンヘン）
- Simiarum et Vespertilionum Brasiliensium Species Novae （猿及び蝙蝠、1823年）
- Serpentum Brasiliensium Species Novae （蛇、1824年）
- Animalia Nova sive Species Novae Testudinum et Ranarum （亀及び蛙、1824年）
- Animalia Nova sive Species Novae Lacertarum （蜥蜴、1825年）
- Avium Species Novae （鳥類、1824年-1825年）
- Testacea Fluviatilia... （水中の軟体動物、1827年）
- Selecta Genera et Species Piscium （魚類、1829年（-1831年））
- Delectus Animalium Articulatorum （昆虫、1830年）
- Novae Genera et Species Plantarum （植物、1823年-1833年）
- Plantarum Cryptogamicarum （隠花植物、1828年）